# Mingun-Pagode

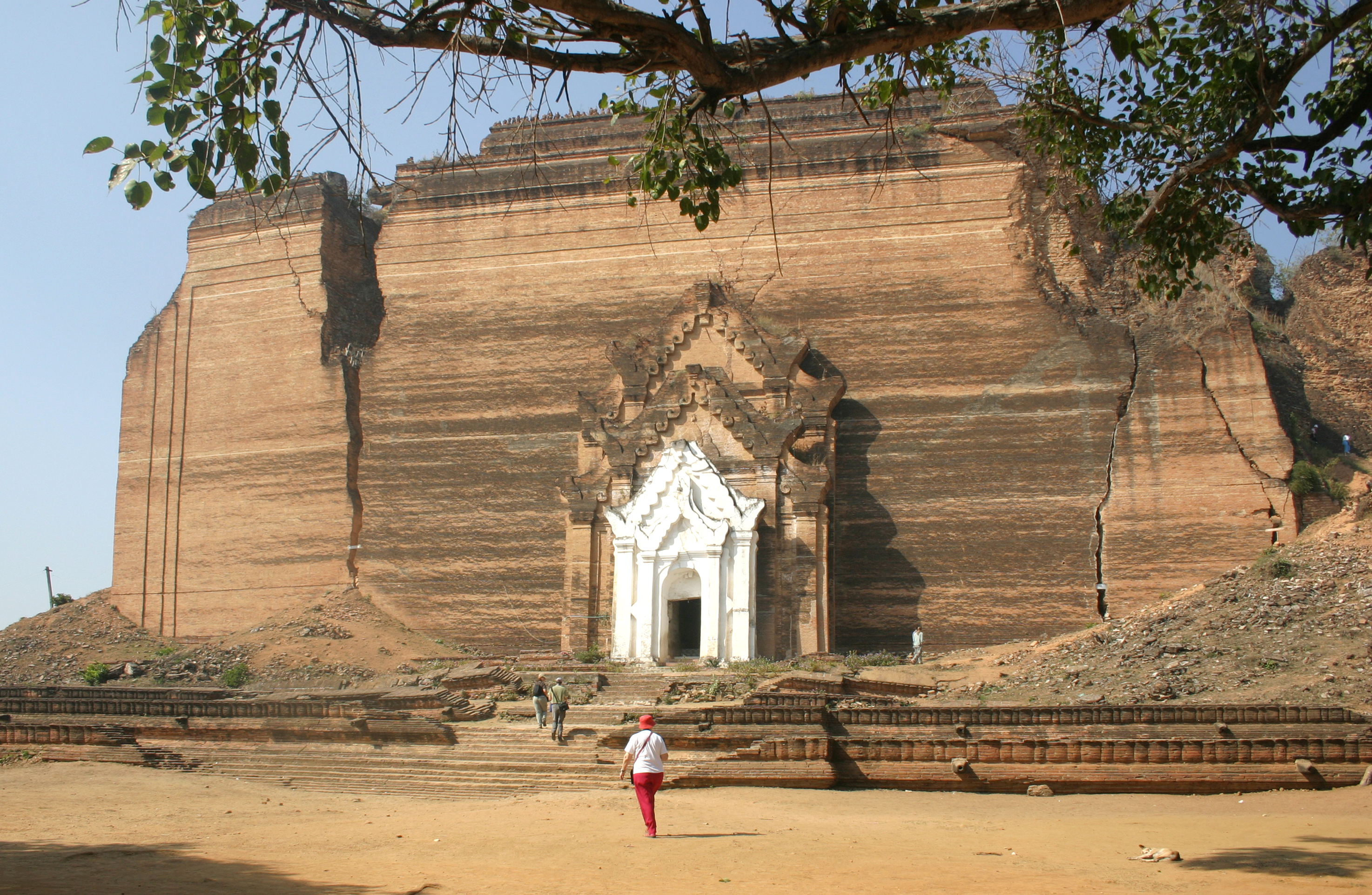
Die Mingun-Pagode in Mingun (Myanmar)

Die Mingun-Pagode (birmanisch မင်းကွန်းပုထိုးတော်ကြီး; BGN/PCGN: mingun-budodawkyi), auch Mantara Gyi-Pagode genannt, im Dorf Mingun ist ein buddhistisches Heiligtum in Zentralburma nördlich von Mandalay am Ayeyarwady.
König Bodawpaya hatte die Absicht, die größte Pagode der Welt mit einer Höhe von 152 m errichten zu lassen. Sie sollte eine Demonstration seiner Macht werden und als Reliquienschrein für einen Zahn Buddhas dienen, den ihm der Kaiser von China zusammen mit drei seiner Enkeltöchter, die als seine Ehefrauen vorgesehen waren, geschickt hatte.
1790 begannen Tausende Fronarbeiter mit dem Bau, der nie vollendet und beim Tod Bodawpayas 1819 endgültig eingestellt wurde. Lediglich die Basis der Pagode mit 72 m Seitenlänge und 50 m Höhe wurde errichtet. Beim Erdbeben von 1838 wurde der riesige Ziegelbau stark beschädigt, ebenso zwei gewaltige Chinthes, deren Trümmer am Flussufer vor der Pagode zu bewundern sind. Wie die Mingun-Pagode einmal aussehen sollte, zeigt die 320 Meter südöstlich stehende fünf Meter hohe Pondaw-Pagode.